# 横手興生病院
横手興生病院（よこてこうせいびょういん）とは、秋田県横手市根岸町にある社会医療法人興生会が設置する精神科病院。
横手市の中心市街地にほど近い場所にあり、市立横手病院と隣接している。

## 沿革
1954年、平鹿町から移転し現在地に有床診療所を開院。1954年には病棟を新築し、病床数33床で「横手興生病院」として開院した。1956年には「社会医療法人 興生会」を設立し、個人立病院から移行した。現在の病舎は2009年より使用されているもの。
1970年に竣工した病舎は白井晟一が設計したものだった。蜂の巣のようにたくさんの穴があいたファサードが特徴的で、その見た目から地域では「蜂の巣病院」と呼ばれていた。このファサードは現行の病舎にも一部再利用されている（冒頭の画像参照）。また、当時の本館部分には窓がほとんど無く、電気を消すと真っ暗になってしまった。

### 年表
以下、注釈の無い項目は公式サイトの情報によるもの。
- 1946年（昭和21年）4月 - 「杉田医院」（神経科・内科）が平鹿郡平鹿町浅舞（現・横手市平鹿町浅舞）に開院。
- 1952年（昭和27年）3月 - 現在地（秋田県横手市根岸町）に移転。
- 1954年（昭和29年）9月 - 精神科「横手興生病院」として開院。当時の病床数は33床。当時は県南唯一の精神科病院だった。
- 1955年（昭和30年）12月 - 精神衛生法（当時）に基づく指定病院となる。
- 1956年（昭和31年）3月 - 「社会医療法人 興生会」設立。
- 1962年（昭和37年） - 煉瓦（レンガ）とモルタル作りの本館竣工[5]。
- 1965年（昭和40年） - 厨房棟竣工[5]。
- 1970年（昭和45年）12月 - 木造病舎の一部を鉄筋コンクリート造りに増改築。病床数は402床に。
- 1980年（昭和55年）8月 - 病舎の木造部分を鉄筋コンクリート造りに増改築。病床数は436床に。
- 2005年（平成17年）2月 - 病舎の改修工事を行い、病床数は421床に。
- 2006年（平成18年）1月 - 皮膚科を新設。
- 2009年（平成21年）3月 - 病舎を新築（現在の病舎へ）。
- 2010年（平成22年）4月 - 精神科救急入院料病棟（スーパー救急病棟）を開設。
- 2012年（平成24年）6月15日 - 日本医療機能評価機構 病院機能評価 3rdG:Ver1.1認定[1]。
- 2018年（平成30年）2月 - 秋田県認知症疾患医療センター開設[7]。

## 診療科目
- 精神科
- 内科

## 認定専門医人数
専門医の人数はあきた医療情報ネットワークが公開している数値による。
- 一般社団法人日本内科学会：総合内科専門医 0.5人
- 公益社団法人日本精神神経学会：精神科専門医 13.1人
- 一般社団法人日本小児神経学会：小児神経専門医 0.4人

## 周辺
- 秋田県道272号御所野安田線
- 横手川
- 横手公園
- 市立横手病院
- 秋田家庭裁判所 横手支部
- 横手郵便局
- 横手市立横手南小学校

## アクセス
鉄道
東日本旅客鉄道（JR東日本）横手駅から徒歩で約25分
バス
横手駅から「上台行」バス乗車、「横手病院前」停留所下車、徒歩1分
自動車
E46 秋田自動車道 / E13 東北中央自動車道 横手ICから約10分
E46 秋田自動車道 横手北SICから約11分
駐車場：30台（無料）